# Llista de monuments de Camins al Grau (València)
Monuments i béns immobles catalogats com a béns d'interés cultural (BIC) i béns immobles de rellevància local (BRL) del districte de Camins al Grau de València.

## Monuments d'interés local
| Monument                                   | Prot.? | Estil/època | Localització          | Coordenades                                          | Codi?         | Imatge |
| ------------------------------------------ | ------ | ----------- | --------------------- | ---------------------------------------------------- | ------------- | --- |
| Església parroquial de Sant Joan de Ribera | BRL    |             | València Av. Port, 69 | 39° 27′ 57″ N, 0° 21′ 13″ O / 39.465818°N,0.353665°O | 46.15.250-297 | Església parroquial de Sant Joan de Ribera (València) · Vegeu més fotos d'aquest monument · Carregueu una nova foto d'aquest monument |

## Jardins històrics d'interés local
| Monument                | Prot.? | Estil/època | Localització                                                            | Coordenades                                          | Codi?         | Imatge |
| ----------------------- | ------ | ----------- | ----------------------------------------------------------------------- | ---------------------------------------------------- | ------------- | --- |
| Palauet i jardí d'Aiora | BRL    | 1900        | València C. Sants Just i Pastor - c. Indústria - c. Guillem d'Anglesola | 39° 28′ 06″ N, 0° 20′ 39″ O / 39.468333°N,0.344167°O | 46.15.250-053 | Palauet i jardí d'Aiora (València) · Vegeu més fotos d'aquest monument · Carregueu una nova foto d'aquest monument |

## Espais etnològics d'interés local
| Monument                                                            | Prot.? | Estil/època       | Localització                       | Coordenades                                          | Codi?          | Imatge |
| ------------------------------------------------------------------- | ------ | ----------------- | ---------------------------------- | ---------------------------------------------------- | -------------- | --- |
| Fumeral de una fàbrica de claus en el carrer Indústria 12           | BRL    | 1920              | València C. Indústria, 12          | 39° 27′ 51″ N, 0° 20′ 36″ O / 39.464042°N,0.34325°O  | 46.15.250-E418 | Fumeral de una fàbrica de claus en el carrer Indústria 12 (València) · Vegeu més fotos d'aquest monument · Carregueu una nova foto d'aquest monument        |
| Fumeral d'una foneria en l'avinguda del Port i carrer Noguera       | BRL    | 1920-1930         | València C. Noguera - av. del Port | 39° 27′ 44″ N, 0° 20′ 31″ O / 39.462361°N,0.342037°O | 46.15.250-E417 | Fumeral d'una foneria en l'avinguda del Port i carrer Noguera (València) · Vegeu més fotos d'aquest monument · Carregueu una nova foto d'aquest monument    |
| Fumerals de La Alcoholera Española                                  | BRL    | 1920-1930         | València Pg. de l'Albereda         | 39° 27′ 44″ N, 0° 21′ 28″ O / 39.462289°N,0.357811°O | 46.15.250-E97  | Fumerals de La Alcoholera Española (València) · Vegeu més fotos d'aquest monument · Carregueu una nova foto d'aquest monument                               |
| Retaule ceràmic de la Mare de Déu dels Desemparats, carreró de Suay | BRL    | principi del s.XX | València Carreró de Suay, 9        | 39° 28′ 01″ N, 0° 21′ 14″ O / 39.466889°N,0.353836°O | 46.15.250-E264 | Retaule ceràmic de la Mare de Déu dels Desemparats, carreró Suay (València) · Vegeu més fotos d'aquest monument · Carregueu una nova foto d'aquest monument |
| Retaule ceràmic de Sant Pasqual Bailón, València                    | BRL    | Principi del s.XX | València Carreró de Suay, 9        | 39° 28′ 01″ N, 0° 21′ 14″ O / 39.466875°N,0.353847°O | 46.15.250-E263 | Retaule ceràmic de Sant Pasqual Bailón (València) · Vegeu més fotos d'aquest monument · Carregueu una nova foto d'aquest monument                           |